# Тепловоз 775
Тепловоз 775 (ранее 1988 года серия T 678.0) — тепловоз, выпускавшийся с 1961 по 1964 год на заводе ЧКД.
В 1961 году было построено 2 первых тепловоза, а в 1964 изготовлено ещё 15 тепловозов.
Выпущено было всего 17 тепловозов, так как характеристики тепловоза практически совпадали с характеристиками  М62, который уже начали производить в СССР.
Максимально допустимая скорость тепловоза составляет 100 км/ч.
На тепловозе установлен четырёхтактный рядный восьмицилиндровый дизельный двигатель K8S310DR с турбонаддувом. Первоначально на тепловоз устанавливался турбокомпрессор, позволявший достигнуть мощности 1472 кВт при 750 об/мин, позднее на тепловоз ставили другой турбокомпрессор, при нём мощность достигала всего 1325 кВт.
Тяговый электрический генератор подключён к дизелю через муфту. Мощность генератора 1370 кВт. От генератора запитаны 6 тяговых электродвигателей, имеющих мощность 205 кВт.
Тепловозы T 678.0 первоначально были приписаны к локомотивным депо Прага, Оломоуц, Зволен и Пльзень.